# Tantalate de lithium
Le tantalate de lithium (LiTaO3) est un solide cristallin qui possède des propriétés optiques, piézoélectriques et pyroélectriques uniques qui le rendent intéressant pour l'optique non linéaire, les détecteurs infrarouge passifs tels que les détecteurs de mouvement, la génération et la détection d'ondes térahertz, les applications des ondes acoustiques de surface, les téléphones portables. De nombreuses informations sur ce sel sont disponibles auprès des fournisseurs.

## Eau et congélation
Un article scientifique publié en février 2010 montre une différence dans la température et le mécanique de congélation de l'eau en glace selon la tension appliquée sur la surface de cristaux de LiTaO3 pyroélectriques.